# Final Fantasy XIII
Final Fantasy XIII (яп. ファイナルファンタジーXIII файнару фантадзи: сатин) — японская ролевая игра, разработанная и выпущенная компанией Square Enix для консолей PlayStation 3, Xbox 360 и ПК. Представляет собой тринадцатую номерную часть серии Final Fantasy. Японская версия появилась в 2009 году, в 2010-м состоялся релиз для Северной Америки и PAL-региона. Игра привносит в серию многие инновации: скоростную боевую систему с быстрой сменой специализаций персонажей и уникальную систему развития героев под названием Кристарий. Несмотря на новшества, Final Fantasy XIII сохраняет и некоторые традиционные для серии элементы: использование в бою призываемых монстров, путешествия верхом на чокобо и внутри воздушных кораблей.
Действия игры разворачиваются среди локаций вымышленного парящего в небе мира под названием Кокон, правительство которого, Санктум, высылает вниз своих граждан, заподозренных в связи с Пульсом, большим пугающим миром ниже. Женщина-солдат под кодовым именем Молния бросает властям вызов и сражается с ними, чтобы спасти свою сестру, избранную богами Пульса и ставшую врагом Кокона. Вскоре к ней присоединяются другие персонажи, и все они становятся такими же избранными для выполнения некой неизвестной цели. Герои противостоят Санктуму, пытаясь выяснить своё предназначение, в случае выполнения задачи они превратятся в кристаллы и обретут вечную жизнь, в случае провала — станут страшными монстрами.
Разработка тринадцатой части началась в 2005 году, анонс состоялся годом позже на выставке Electronic Entertainment Expo. Final Fantasy XIII является первой и ключевой игрой линейки Fabula Nova Crystallis, включающей ещё несколько похожих наименований, кроме того, это первая игра Square Enix на движке Crystal Tools. Средства массовой информации встретили игру преимущественно с похвалой, положительно отметив графику, подачу происходящего и боевую систему; смешанных отзывов удостоились лишь неоднозначный сюжет и высокая степень линейности. По состоянию на май 2010 года мировые продажи составили 5,5 млн копий — в сравнении с другими частями серии это самая быстрая реализация за такой короткий отрезок времени. В конце 2011 года компания выпустила сиквел под названием Final Fantasy XIII-2.

## Игровой процесс
Игрок непосредственно управляет персонажем, отображаемым на экране в перспективе от третьего лица, в ходе прохождения общается с другими персонажами, взаимодействует с объектами и сражается с противниками. Камера обзора при этом свободно вращается в любую сторону на 360° вокруг управляемого героя. Мир Final Fantasy XIII пропорционален находящимся в нём персонажам, в отличие от предыдущих частей серии, где окружающая обстановка, как правило, отображалась несколько схематично, либо в миниатюре. Герои передвигаются по миру пешком или верхом на чокобо, сохранение игры осуществляется в специально отведённых местах, так называемых «станциях сохранения», с помощью которых можно также приобрести предметы и усовершенствовать оружие. Присутствует внутриигровая база данных с информацией о событиях окружающего мира и постепенно заполняющимся бестиарием.

### Боевая система

Боевая система Command Synergy Battle с возможностью смены парадигм и шкалой Active Time Battle, разделённой на четыре части. В правом нижнем углу показаны имена персонажей и их роли.

Как и в случае Final Fantasy XII, все противники видны на экране, поэтому игрок по своему усмотрению может либо напасть на них, либо попытаться обойти, избежав, таким образом, сражения. В случае соприкосновения противника с персонажем игра из режима путешествия переходит в режим битвы — этим геймплей отличается от непрерывного путешествия двенадцатой части и напоминает Final Fantasy X. Применённую здесь боевую систему разработчики назвали Command Synergy Battle (CSB), по сути она является несколько изменённым вариантом традиционной Active Time Battle (ATB), регулярно использующейся ещё со времён Final Fantasy IV. Игрок по прежнему задаёт команды с помощью всплывающего меню интерфейса, атаковать простым ударом, магией или применить предмет, однако существенное отличие заключается в том, что под контролем находится только один персонаж, тогда как двое других управляются искусственным интеллектом. Каждое действие занимает на шкале ATB определённое количество слотов, шкала, в свою очередь, постепенно заполняется, и по мере её заполнения персонаж выполняет команды. Изначально доступны только два слота, но со временем их количество возрастает до шести. Игрок не обязательно должен использовать все имеющиеся слоты, кроме того, заполнение шкалы всегда можно остановить, тем самым заставив персонажа выполнять те команды, для которых хватает данного значения ATB. Есть возможность переключить сражения в автоматический режим, при этом шкала будет заполняться сама с учётом заранее установленных команд. Во время путешествия героям не требуется лечение и какие-либо лечащие предметы, так как после каждой битвы их здоровье автоматически восстанавливается до максимальных значений.
Присутствующая система парадигм позволяет задать для каждого персонажа определённую роль, в соответствии с которой он будет вести себя во время сражения. Всего доступны шесть таких ролей: прямолинейно атакующий «коммандос», использующий повреждающую чёрную магию «разрушитель», исцеляющий с помощью белой магии «медик», предназначенный для ослабления врагов «диверсант», усиливающий союзников «синергист» и «страж», обладающий защитными способностями. Изначально персонажу доступны только три роли, но с развитием истории герои получают возможность выбрать любые роли из перечисленных, однако в несколько ограниченной комплектации способностей. Смена парадигм — это единственный способ хоть как-то повлиять на двух других персонажей, находящихся под контролем искусственного интеллекта. Набор парадигм устанавливается игроком заранее, в режиме путешествия, и не может быть изменён в ходе сражения.
Позже по игре появляется возможность призывать в битву так называемых «эйдолонов». Эти могучие существа, в числе которых традиционные для серии Один, Шива, Александр и Багамут, а также два новых Гекатонхейр и Брюнхильда, по призыву одного из персонажей появляются во время сражения и противостоят врагам вместо группы протагонистов. Во время такого боя игрок может дополнительно активировать режим гештальта (англ. Gestalt Mode), в случае которого эйдолон трансформируется в альтернативную свою форму и сражается вместе с призвавшим его персонажем. Эйдолоны занимают важное место в сюжете, и каждый из них закреплён за конкретным героем.

### Кристарий
Система развития персонажей получила название Кристарий (англ. Crystarium), в концептуальном плане она напоминает «сетку сфер» из десятой части. По условиям этой системы каждый кристалл в Кристарии представляет одну из шести парадигм и подразделён на десять уровней. Уровни, в свою очередь, подразумевают различные бонусы к параметрам персонажа, повышают здоровье, силу, добавляют в арсенал новые способности и позволяют экипировать дополнительные аксессуары. Развитие в определённую сторону происходит посредством использования очков Кристария (англ. Crystarium Points), которые зарабатываются в сражениях с врагами, накапливаясь после каждой победы. Вначале игроку доступен не весь Кристарий, а лишь небольшая его часть, — доступ к новым кристаллам и уровням открывается после определённых сюжетных событий.

## Сюжет

### Сеттинг
Мир Final Fantasy XIII представляет собой обширные территории под названием Пульс, однако бо́льшая часть событий происходит внутри парящего в небе планетоида Кокон, который управляется теократическим правительством Санктум. Оба мира контролируются загадочными фал’си, механическими существами с божественной силой, каждое существо имеет в своей основе кристалл, а сконструировал их, как гласят легенды, богоподобный Создатель. Фал’си, покровительствующие Кокону, поддерживают этот мир в воздухе, снабжают живущих внутри людей водой, едой и электричеством — у каждого из них есть своё определённое назначение. Кроме того, фал’си обладают способностью избирать людей, живущих как в Пульсе, так и в Коконе, своими помощниками. Избранные, называемые л’си, отмечены специальным символом на теле и обладают «фокусом», заданием, которое обязательно нужно выполнить. Если л’си вовремя справляется с заданием, он превращается в кристалл и, в соответствии с легендами, обретает таким образом вечную жизнь; в противном случае, не выполнивший своего предназначения человек становится безумным монстром. Л’си не имеют чёткого представления о своём фокусе и должны ориентироваться на основе размытых видений.
За несколько сотен лет до начала событий игры между Пульсом и Коконом развернулась масштабная война. В ходе противостояния л’си Пульса неожиданно атаковали Кокон и общими усилиями вызвали на нём существенные разрушения, тем самым выполнив своё предназначение, после чего превратились в кристаллы. По прошествии лет жители Кокона восстановили свой мир, но с тех пор пребывают в постоянном страхе повторного нападения — этим страхом для обретения власти воспользовалась организация Санктум. Они создали два военизированных подразделения, правоохранительный Защитный корпус и PSICOM, специальные войска, специализирующиеся на внешней угрозе со стороны Пульса. Фал’си снабдили людей высокотехнологичными разработками, в распоряжении цивилизации находятся воздушные корабли, сложные механические приспособления и робототехнические существа, а также своеобразная магия. Магия — удел л’си, фал’си и многочисленных монстров, хотя применять заклинания могут и некоторые обычные люди.

### Персонажи

Герои Final Fantasy XIII, слева направо: Саж Кацрой, Сноу Вильерс, Хоуп Эстейм, Молния, Оэрба Юнь Фан, Оэрба Дая Ваниль

Состав основных персонажей включает шесть человек, в том числе главная героиня с кодовым именем Молния, бывшая военнослужащая; Сноу Вильерс, лидер повстанческой группировки; Оэрба Дая Ваниль, рассказчица истории и, как выясняется позже, изгнанница л’си с Пульса; Саж Кацрой, пилот гражданской авиации и отец маленького мальчика по имени Даж; Хоуп Эстейм, тинэйджер, страдающий из-за ссоры родителей; и Оэрба Юнь Фан — л’си с Пульса, сотрудничающая с войсками Санктума. Среди прочих ключевых персонажей — Галент Дизли, глава Санктума; Сид Рэйнес, бригадный генерал армии Санктума, который в глубине души не доверяет своему правительству; Сера Фаррон, младшая сестра Молнии и возлюбленная Сноу.

### История
Сюжет игры начинается в Коконе, в завязке происходит так называемая «чистка», когда правительство Санктум высылает вниз всех людей, так или иначе связанных с Пульсом. Бывшая военнослужащая Молния вместе с опытным чернокожим пилотом Сажем пытается сорвать отправку, так как среди изгоняемых — её родная сестра Сера. Одновременно с этим лидер повстанцев Сноу, заручившись поддержкой единомышленников, ведёт бой против правительственных войск, чтобы спасти ни в чём неповинных людей от изгнания, особенно Серу, которую любит и хочет взять в жёны. Рейс сорван, но в ходе сражения погибают несколько человек, в том числе мать высылаемого подростка Хоупа — его успокаивает другая высылаемая, девушка по имени Ваниль. Персонажи уверены, что снять с Серы метку л’си может только наложивший её фал’си Анима, они приводят Серу к Аниме, но Сера, выполнив свой фокус, неожиданно превращается в кристалл. В отчаянии герои атакуют Аниму, в ответ богоподобное механическое существо превращает их самих в л’си, после чего они приходят в сознание среди кристаллических пещер Кокона. Все наблюдали одно и то же видение, в котором фигурирует страшный монстр Рагнарок. После размышлений о неоднозначной природе своего фокуса, группа находит кристаллизованную Серу, Сноу остаётся вместе с возлюбленной, тогда как остальные отправляются дальше на поиски выхода.
Вскоре оставшийся в одиночестве Сноу подвергается нападению правительственных войск и в качестве пленника попадает на воздушный корабль Защитного корпуса, находящийся под командованием оппозиционно настроенных Сида и Фан. Остальным персонажам удаётся спастись от подразделений PSICOM, однако в ходе бомбардировки они разделились на две группы: Хоуп и Молния пошли в портовой городок Палумполум, в то время как Саж и Ваниль взяли курс на развлекательный парк Наутилус. Молния в ходе путешествия непреднамеренно усиливает желание Хоупа отомстить за смерть матери — при первой же встрече юноша собирается убить Сноу. Параллельно Саж рассказывает Ваниль о своём шестилетнем сыне, который по случайному стечению обстоятельств был превращён в л’си и похищен правительством для исследований. После произошедших во время «чистки» событий Санктум объявляет охоту на л’си Пульса и собирается вынести им всем смертный приговор. Сид, пытаясь предотвратить убийства, посылает Сноу и Фан на поиски остальных избранных — в результате поисков они обнаруживают Молнию и Хоупа, помогая им спастись. Фан рассказывает, что вместе с Ваниль они уже давно являются л’си Пульса, много лет назад они исполнили своё предназначение и превратились в кристаллы, однако 13 дней назад неожиданно вновь вернулись в человеческую форму. Хоуп выгадывает удобный момент для убийства Сноу, но тот спасает его от бомбардировки, и мальчик отказывается от своего плана возмездия. Группа эвакуируется из города посредством воздушного корабля Сида. Тем временем Ваниль признаётся Сажу, что его сын, Даж, был превращён в л’си из-за неё, затем их арестовывают силы PSICOM и берут на борт своего воздушного корабля.
Оставшиеся на свободе герои предпринимают попытку нападения на PSICOM и спасают Сажа с Ваниль, также происходит встреча с Галентом Дизли, священным правителем Санктума, который в действительности оказывается не человеком, а фал’си Бартанделусом. Он объясняет суть общего фокуса персонажей — они должны трансформироваться в монстра Рагнарока и уничтожить фал’си под названием Орфан, дремлющее ныне божество, поддерживающее Кокон в невесомом состоянии. Персонажи сомневаются насчёт своего предназначения, поскольку уничтожение Орфана неминуемо приведёт к падению Кокона на поверхность Пульса и к гибели всех проживающих здесь людей. Группа продолжает путешествие и вскоре узнаёт от Сида об истинных намерениях фал’си — они верят, что уничтожение своего собственного мира и самих себя в том числе приведёт к возвращению легендарного Создателя, покинувшего их много веков назад. Сами они не могут разрушить Орфана и причинить какой-либо вред Кокону, поэтому используют в качестве марионеток человеческих л’си. Ваниль и Фан признаются, что масштабные повреждения Кокона, оставленные войной с Пульсом 500 лет назад, — это их вина, и фокус девушек с тех пор не изменился — стать Рагнароком и победить Орфана. Персонажи спускаются на просторы Пульса и посещают руины Оэрба, родной город Ваниль и Фан, в надежде отыскать способ избавиться от меток л’си. Потерпев неудачу, группа снова встречается с Дизли. Он рассказывает, что позволил Сиду занять должность главы Санктума, чтобы посеять в Коконе хаос и в результате революции принудить оставшиеся войска атаковать Орфана.
Команда персонажей, стремясь предотвратить катастрофу, возвращается в Кокон. Солдаты Защитного корпуса к этому времени по велению фал’си превратились в безумных монстров, ситуация вышла из под контроля, и мир погрузился в хаос. Герои вступают в противостояние с Дизли и побеждают его, однако тот сливается с пробудившимся Орфаном, превращает Молнию, Сажа, Сноу и Хоупа в монстров, а от Фан требует, чтобы та сейчас же стала Рагнароком и завершила свой фокус. Девушка пытается это сделать, но для полного превращения нужна Ваниль, которая категорически отказывается от участия в трансформации. Тогда, вернувшись в человеческую форму, в бой вступают остальные герои и уничтожают фал’си — в результате Кокон начинает падение на поверхность Пульса. Убив Орфана, четверо персонажей исполняют своё предназначение и превращаются в кристаллы, тогда как Ваниль, опасаясь гибели многих людей, всё-таки соглашается стать Рагнароком. Появившееся после слияния с Фан гигантское существо формирует между двумя мирами колоссальную кристаллическую колонну, благодаря которой Кокон удерживается высоко в небесах, оставаясь невредимым. Персонажи приходят в себя на поверхности Пульса, в человеческом обличье и без меток л’си на коже. В заключительных сценах показывают как Сноу и Молния радуются возвращению живой Серы, как Саж обнимает своего сына и как Ваниль с Фан, существующие теперь в виде кристаллов, размышляют о возрождении Кокона.

## Разработка

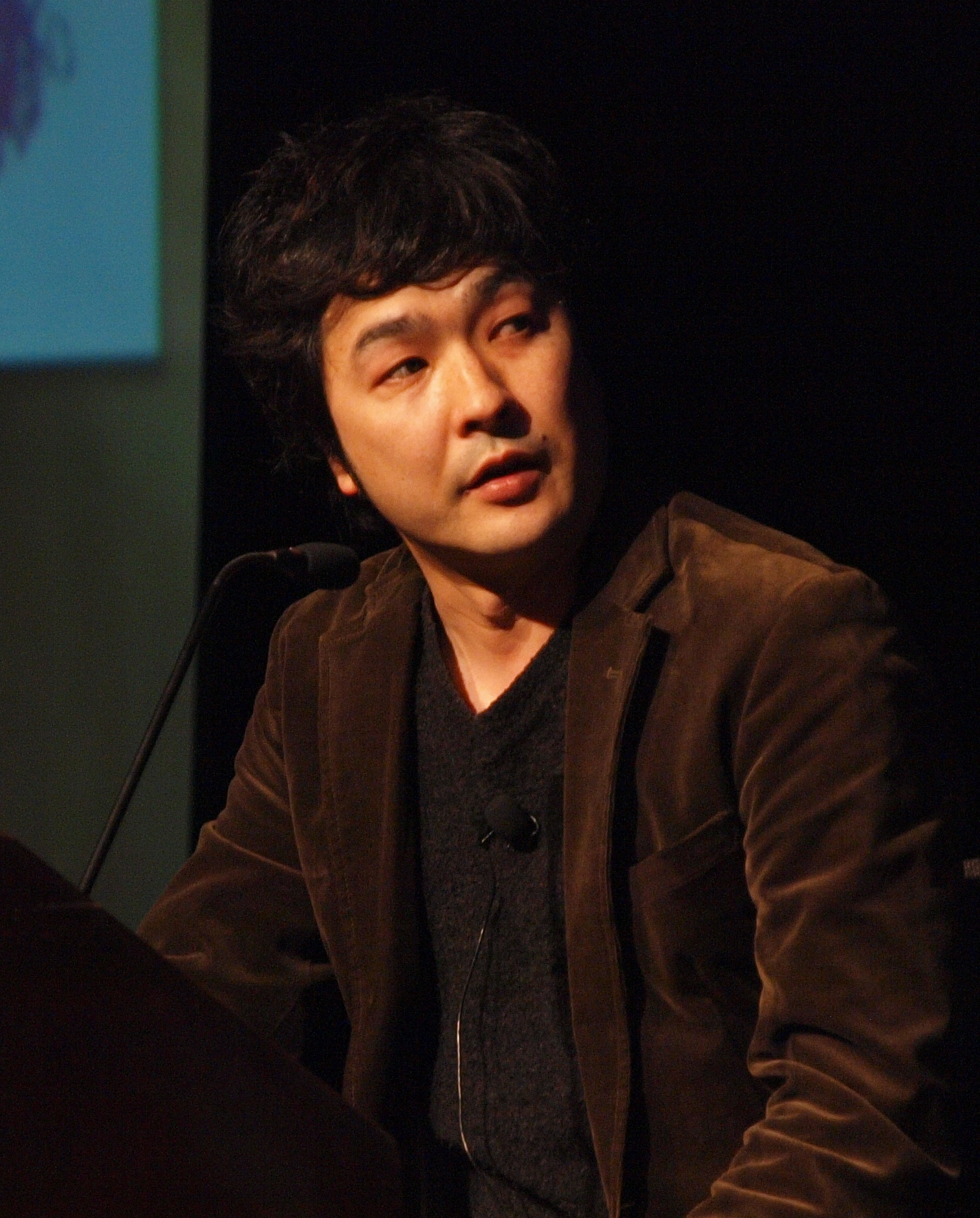
Мотому Торияма, режиссёр и автор сценария игры, на Game Developers Conference в 2010 году

Создание Final Fantasy XIII началось ещё в 2005 году, причём изначально целевой платформой была выбрана PlayStation 2. Однако после того, как положительных отзывов удостоилось техническое демо Final Fantasy VII, компания пришла к решению выпустить игру для приставки PlayStation 3 и приступила к разработке внутреннего движка Crystal Tools, который планировалось использовать во многих других проектах Square Enix для консолей седьмого поколения. Имеющийся движок, по задумке функционеров компании, должен был существенно ускорить процесс разработки, но в действительности проект только затормозился, поскольку программистам пришлось подгонять Crystal Tools под другие запланированные к производству игры. Впервые тринадцатая часть была показана общественности в 2006 году на выставке Electronic Entertainment Expo. Продемонстрированный трейлер содержал лишь концептуальные наброски и совершенно не касался игрового процесса — авторы на тот момент не имели ни малейшего представления о геймплее своей игры. Одновременно с этим были анонсированы Final Fantasy Versus XIII для PlayStation 3 и Final Fantasy Agito XIII для портативного устройства PlayStation Portable, позже переименованная в Final Fantasy Type-0, — эти три игры в совокупности составили компиляцию Fabula Nova Crystallis Final Fantasy, объединённую общим миром и мифологией. Позже разработчики отметили, что игры, хоть и связаны тематически, в плане сюжета не имеют между собой практически ничего общего. Также известно, что некоторые сотрудники из авторского состава Versus XIII время от времени переключались на номерную тринадцатую часть.
Обязанности между разработчиками Final Fantasy XIII чётко распределились, одни сотрудники отвечали за конкретные игровые зоны, другие — по специальному заданию моделировали конкретных персонажей. Физические модели локаций создавались отдельно друг от друга, после завершения какой-либо одной игровой территории, другая выстраивалась с нуля, без использования наработок предыдущих локаций. Некоторые из задействованных авторов ранее уже принимали участие в работе над играми серии. Так, режиссёр Мотому Торияма известен по Final Fantasy X и X-2; продюсер Ёсинори Китасэ непрерывно занимался «Последними фантазиями» с пятой части по восьмую, а также продюсировал Final Fantasy X и X-2, главный дизайнер персонажей Тэцуя Номура занимал эту же должность в случае VII, VIII, X и X-2; ответственный за боевую систему Тосиро Цутида уже имел такой опыт во время производства десятой части. Так как игра должна была стать первой Final Fantasy для PlayStation 3, компания стремилась воплотить в ней нечто совершенно новое, подобно седьмой и десятой частям, которые тоже открывали для серии новые консоли и продемонстрировали, по сравнению с предыдущими играми, существенные инновации. Продюсеры с самого начала нацелились на мировые продажи в пять миллионов копий и планировали бюджет исходя из этого количества. Торияма хотел сделать из игры «абсолютную однопользовательскую РПГ», а сюжет видел «драматической историей, основанной на чувствах персонажей». Концепция боевой системы Цутиды, который ранее прославился созданием тактической серии Front Mission, имеет стратегическую природу, когда герои действуют на основе продуманных и заранее установленных команд. По указанию руководства Square Enix, сражения должны были выглядеть такими же зрелищными, как и в анимационном фильме Final Fantasy VII Advent Children.
Торияма задумал Молнию как женского персонажа нового типа, с более атлетичным телом и менее женственным характером по сравнению с остальными героинями серии. Давая задание художнику, Тэцуе Номуре, он попросил сделать её одновременно «сильной и красивой», «что-то вроде женской версии Клауда Страйфа из Final Fantasy VII». С началом разработки игры было выполнено множество дизайнов, причём некоторые из них разрабатывались другими участниками производственной команды. Первые наброски представляли её блондинкой азиатской внешности, позднее Номура решил сделать Молнию «серьёзной», «неумолимой», «безжалостной» и в какой-то степени «индивидуалистической» личностью, чтобы её характер контрастировал с другим персонажем игры — вспыльчивым и непостоянным Сноу Вильерсом. Итоговый концептуальный рисунок вышел менее азиатским, чем изначально планировалось, и, так как блондином уже был Хоуп Эстейм, Молния получила волосы розоватого цвета. Фан изначально была мужчиной, однако позже, с формированием других дизайнов, пол персонажа решили поменять на женский. По словам Китасэ, каждый злодей должен был обладать своей собственной мотивацией и действовать в соответствии со своими убеждениями независимо от других антагонистов.
Художественный руководитель Исаму Камикокурё сообщал о значительном сокращении сценария. С целью уменьшения продолжительности игрового процесса и занимаемого на носителе места были удалены многие наработанные объекты, такие, например, как секретная база повстанцев и полностью смоделированный дом Молнии. По его словам, вырезанного материала хватило бы на ещё одну такую же игру. Торияма отмечал, что сокращения происходили в разное время на разных этапах разработки, а от некоторого контента пришлось отказаться буквально перед релизом. В отличие от предыдущих частей серии, здесь отсутствуют какие-либо населённые пункты, доступные для исследования, — режиссёр говорил в интервью по этому поводу, что воплотить свободные для перемещения локации оказалось практически невозможно при таком высоком качестве графики, поэтому таковые решили не делать. Торияма предполагал распространение загружаемого контента с дополнительными локациями, оружием и квестами, однако впоследствии, когда стало известно о портировании игры на приставку Xbox 360, ему пришлось отказаться от этой идеи, поскольку выпуск дополнений одновременно для двух консолей показался разработчикам несколько затруднительным.
16 апреля 2009 года появилась возможность сыграть в демоверсию, которая распространялась в Японии на дисках с фильмом Final Fantasy VII: Advent Children Complete. Торияма объяснил, что выпуск демо, изначально не запланированный, состоялся из-за желания разработчиков понять, как игра выглядит в глазах игроков и чего ей не хватает. Критические отзывы помогли скоординировать работу и потратить оставшееся время с максимальной пользой. Так как игра одновременно ориентирована и на западную, и на японскую аудитории, были созданы несколько фокус-групп специально для разных регионов. Англоязычная локализация началась ещё в процессе производства оригинальной японской версии, компания пошла на этот шаг, чтобы до минимума сократить разрыв между датами релиза. Анонсированный ближе к концу разработки порт для Xbox 360 в плане содержания ничем не отличается, картинка отображается в меньшем разрешении.

## Музыкальное сопровождение
Музыку для саундтрека сочинил Масаси Хамаудзу, ранее известный как участник композиторского состава Final Fantasy X и главный композитор Dirge of Cerberus: Final Fantasy VII. Тринадцатая часть стала первой номерной игрой в серии, не имеющей ни одной мелодии авторства Нобуо Уэмацу, традиционного композитора Final Fantasy. Изначально предполагалось, что он напишет главную тему, однако позже Уэмацу заняли проектом Final Fantasy XIV, и Хамаудзу пришлось сочинять всё самостоятельно. Композиции содержат оркестровые аранжировки Ёсихисы Хирано, Тосиюки Оомори и Кунихито Сиины, созданные в сопровождении Варшавского филармонического оркестра. Песня «My Hands» взята с альбома Echo британской певицы Леоны Льюис, при том что в оригинальной японской версии вместо неё играет композиция «Kimi ga Iru Kara» с вокалом японки Саюри Сугавары. Президент Square Enix Ёити Вада позже высказывал мнение, что лучшим было бы, если бы американское подразделение компании для интернационального релиза спродюсировало какую-нибудь новую песню, но многие участники команды разработчиков выразили желание лицензировать именно этот уже существующий трек.
Музыка из игры издавалась на нескольких альбомах. Основной саундтрек, Final Fantasy XIII Original Soundtrack, вышел на четырёх компакт-дисках в 2010 году, причём за первый же день после релиза его продажи составили 16 тысяч копий. Затем последовали коллекционные сборники с избранными мелодиями, W/F: Music from Final Fantasy XIII и W/F: Music from Final Fantasy XIII Gentle Reveries, тиражировавшиеся в формате грампластинок. В том же году вышли альбом Final Fantasy XIII Original Soundtrack -PLUS- с несколько изменёнными аранжировками композиций и традиционный диск из серии Piano Collections, где отдельные мелодии исполнены на фортепиано. Звукозаписывающая компания For Life Music отдельным синглом выпустила песню «Because You’re Here».

## Релиз и сопутствующие товары

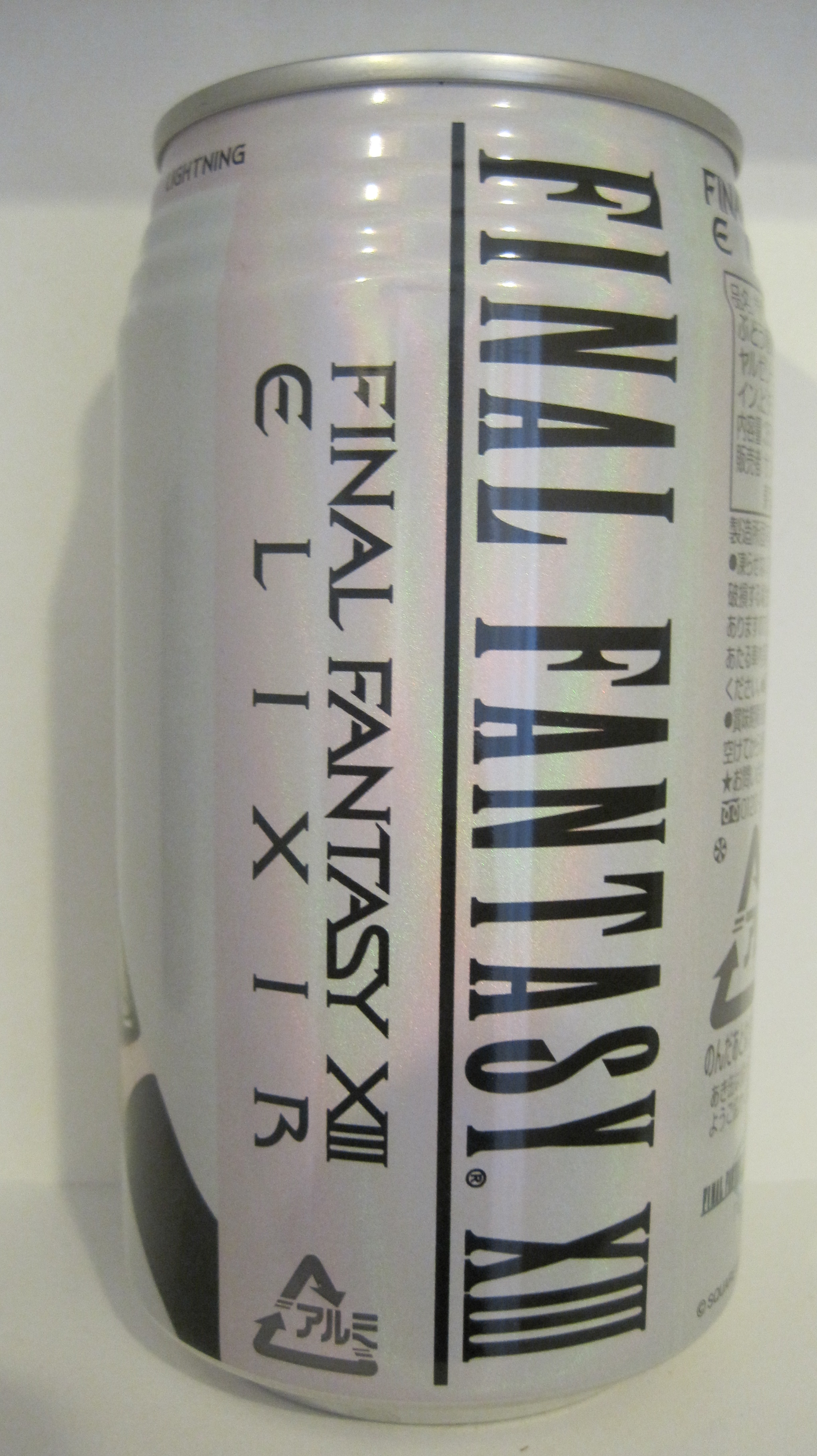
«Эликсир» Final Fantasy XIII

В Японии игра вышла 17 декабря 2009 года, в Северной Америке, Европе и Австралии — 9 марта 2010-го. Японский релиз сопровождался распространением «Эликсиров», газированной воды, выпущенной специально для этого события японским производителем алкогольных напитков Suntory. В тот же день Final Fantasy XIII на бесплатных началах появилась в социальной сети PlayStation Home, пользователям стали доступными соответствующие костюмы и мебель. В разных регионах ограниченным тиражом выпускались специальные версии игры, с прилагающейся консолью и прочими сопутствующими товарами. Так, японскую версию можно было приобрести вместе с уникальной PlayStation 3 белого цвета, на которой розовым очертанием изображена Молния, в то время как на Западе продавалась приставка Xbox 360 с серебристой гравировкой и логотипом тринадцатой части на жёстком диске. Некоторые магазины в Европе, Северной Америке и Австралии продавали Xbox с уникальным дизайном корпуса авторства Тэцуи Номуры. Жители PAL-региона, кроме того, имели возможность стать владельцами коллекционного издания с прилагающимся сборником избранных композиций саундтрека Final Fantasy XIII Original Sound Selection и книгой The World of Final Fantasy XIII, где собраны все концептуальные рисунки, переведённые в трёхмерную графику изображения персонажей и прочие связанные с производством материалы.
Компания опубликовала три книги из серии Ultimania: 28 января 2010 года появились Final Fantasy XIII Scenario Ultimania и Final Fantasy XIII Battle Ultimania, 30 сентября к ним добавилась Final Fantasy XIII Ultimania Ω. Первая описывает, прежде всего, сценарий, персонажей, различные локации Кокона и Пульса, содержит интервью с разработчиками относительно мироустройства Final Fantasy XIII . Вторая представляет собой подробный анализ геймплея, в частности, боевой системы со всеми её компонентами. Вышедшая позднее Ultimania Ω включает интервью с актёрами озвучивания, полное описание сюжета, иллюстрации и наброски дизайнеров игры, а также детальное руководство по прохождению.
Если жители западных регионов могли выбирать между версиями для PlayStation 3 и Xbox 360, то на азиатских территориях игра издавалась эксклюзивно для PlayStation 3. Final Fantasy XIII стала первой номерной частью серии, официально вышедшей на китайском языке. Международная версия для Xbox 360, получившая название Final Fantasy XIII Ultimate Hits International, была выпущена в Японии только 16 декабря 2010 года: она включает возможность выбора упрощённого режима и английское озвучивание персонажей. Также туда добавлены бонусный буклет Final Fantasy XIII Corridor of Memory с описанием удалённого из окончательной версии контента и роман-эпилог Final Fantasy XIII Episode I, описывающий события после завершения игры и по сути являющийся прологом Final Fantasy XIII-2.

## Отзывы и критика
| Сводный рейтинг               | Сводный рейтинг            |
| Агрегатор                     | Оценка                     |
| ----------------------------- | -------------------------- |
| GameRankings                  | PS3: 84,15 % X360: 81,68 % |
| Metacritic                    | PS3: 83/100 X360: 82/100   |
| Иноязычные издания            |                            |
| Издание                       | Оценка                     |
| 1UP.com                       | A—                         |
| CVG                           | 9,2/10                     |
| Edge                          | 5/10                       |
| Eurogamer                     | 8/10                       |
| Famitsu                       | 39/40                      |
| GameSpot                      | 8,5/10                     |
| IGN                           | 8,9/10                     |
| Play (UK)                     | 7,9/10                     |
| PlayStation Official Magazine | 9/10                       |
| Русскоязычные издания         |                            |
| Издание                       | Оценка                     |
| «Игромания»                   | 9,0/10                     |
| «Страна игр»                  | 8,5/10                     |

За первый день после релиза в Японии было продано больше миллиона копий Final Fantasy XIII, а к концу 2009 года продажи составили 1,7 млн. Представители Square Enix ожидали такой высокий спрос на игру, поэтому уже ко дню запуска заготовили два миллиона экземпляров. В Северной Америке продажи превысили миллион копий через месяц после выпуска, в марте 2010-го компания в своём ежегодном отчёте назвала реализацию тринадцатой части самой быстрой за всю историю серии. В апреле того же года американские продажи версий для PlayStation 3 и Xbox 360 достигли 0,8 и 0,5 млн соответственно. По состоянию на 18 мая 2010 года, мировые продажи игры составляют 5,5 млн копий. Летом 2018 года, благодаря уязвимости в защите Steam Web API, стало известно, что точное количество пользователей сервиса Steam, которые играли в игру хотя бы один раз, составляет 707 712 человек.
Первым японским изданием, оценившим Final Fantasy XIII, стал журнал Famitsu, присвоивший ей 39 баллов из 40 возможных. Последовавший обзор в журнале Dengeki PlayStation положительно охарактеризовал боевую систему, назвав сражения самыми захватывающими среди всех прочих игр серии и отметив также, что тринадцатая часть заслуживает оценку в 120 баллов, потому что максимума в 100 баллов для неё явно недостаточно. В соответствии с открытым голосованием читателей Dengeki, Final Fantasy XIII была признана второй лучшей игрой 2009 года, уступив первое место лишь Dragon Quest IX: Sentinels of the Starry Skies. В январе 2010 года читатели Famitsu признали её лучшей игрой всех времён, в том же году она номинировалась на премию Spike Video Game Awards в категории «Лучшая ролевая игра», но в конечном счёте награду отдали Mass Effect 2.
Практически все критики сошлись во мнении, что сильнейшей стороной игры является графика. Так, обозреватель журнала Edge отметил небывалую красочность и яркость визуального исполнения Кокона: «Это один из тех сеттингов, которые заставляют вас наблюдать за происходящим с открытым ртом». Портал GameSpot назвал художественный дизайн «изумительным». Судя по рецензии «Игромании», по графике игра превосходит вышедшую примерно в то же время Heavy Rain, причём её сила состоит не только в детализации объектов, но и в художественном оформлении окружающего мира: «Каждая локация, каждая сценка с чудовищной силой давит на чувство прекрасного: замёрзшее озеро, тропический пляж в лучах закатного солнца, величественный лес, где сквозь листву пробиваются лучи света… Анимация и мимика персонажей — вообще лучшая на сегодняшний день». Всеобщей похвалы удостоились и анимационные вставки, выполненные настолько качественно, что переходы между ними и геймплейными сценами почти не заметны. Многие хвалили саундтрек авторства Масаси Хамаудзу, в соответствии с репликой журнала Wired, он целиком состоит «из цепляющих хуков и будоражащих кровь боевых мелодий».
Боевая система удостоилась в основном лестных отзывов, отмечалась возросшая скорость протекания сражений и связанная с этим зрелищность. В обзоре Edge написали, что она сочетает удачные находки предыдущих игр жанра, являя собой некий итог на основе многолетнего опыта. Рецензия на 1UP.com заключает: «Несмотря на тот факт, что две трети группы находятся под контролем искусственного интеллекта, сражения здесь, возможно, самые захватывающие по сравнению со всеми прочими частями серии». Сюжет получил смешанные отзывы, в статье Wired отмечается, что он стал «немного более человечным и менее эзотерическим». По мнению критика 1UP.com, сценарий едва ли можно назвать работой мирового уровня, однако авторам всё-таки удалось достичь намеченной цели и уйти при этом от набивших оскомину клише. В отношении персонажей обозреватели отмечали, что они хорошо сочетаются друг с другом, например, положительную оценку им даёт «Страна игр»: «Историю стоической воительницы, безалаберного весельчака, мальчика-нытика, кокетливой девочки и умудрённой жизненным опытом наставницы преподносят на редкость удачно, постепенно добавляя новые штрихи к портретам персонажей и превращая их из достаточно типичных, если не сказать шаблонных, образов в таких героев, которым хочется сопереживать». Несмотря на это, проработанность диалогов между действующими лицами в некоторых местах всё-таки оставляют желать лучшего.
Обозреватели похвалили стремление разработчиков Square Enix привнести в серию Final Fantasy что-то новое, хотя многие подвергли резкой критике излишнюю линейность происходящего, особенно в первых десяти главах, происходящих в Коконе. Среди отрицательных черт игры, кроме того, часто упоминаются отсутствие доступных для исследования городов и недостаток взаимодействия с неигровыми персонажами. К примеру, журнал GamePro описал весь игровой процесс как «бесконечный бег по длинному прямолинейному коридору, изредка прерывающийся кат-сценами и битвами», а в 1UP.com чрезмерную линейность назвали «главным упущением геймплея». Игровые издания снижали оценки Final Fantasy XIII исключительно из-за этих недостатков, причём обозреватель Edge поставил игре пять баллов из десяти только лишь из-за линейности.
Некоторые издания, такие как GamesRadar и Computer and Video Games, тем не менее, отнеслись к линейности положительно. Первый отметил, что «прямолинейная, сконцентрированная структура исключает все утомительные элементы и, не упуская ничего из виду, помогает сфокусироваться на главном», тогда как по мнению второго, это «умное решение, благодаря которому игрок освобождается от скучной и постоянно повторяющейся необходимости останавливать развитие сюжета ради развития персонажей». Многие критиковали обязанность каждый раз назначать лидера команды, в случае смерти которого игра сразу же заканчивается. Негативные рецензии выражали недовольство недостаточным присутствием в игре просторного Пульса, появляющегося только в одиннадцатой главе, в то время как бо́льшая часть событий происходит внутри монотонного линейного Кокона. В Edge заявили, что разработчики уделили Пульсу недостаточно внимания, игре явно не хватает таких открытых локаций, где можно было бы свободно путешествовать, выполняя сторонние задания, и просто наслаждаться пейзажами.
После релиза режиссёр Мотому Торияма объяснил низкие оценки некоторых авторитетных обозревателей тем обстоятельством, что они смотрят на игру через призму западных ролевых традиций. Американские и европейские игроки, по его словам, привыкли к открытому для исследования миру, и это представление в корне расходится с той концепцией, которую команда разработчиков задумала для своего проекта. «Это немыслимо тяжело, рассказать интригующую историю, одновременно с этим давая игроку большу́ю свободу в выборе действий», — отметил он. Позже, в июле 2011 года, Торияма и Китасэ признали, что практически все жалобы игроков были связаны с линейностью, недостаточным взаимодействием с окружающим миром, а также с отсутствием просторных городов и второстепенных квестов. Помимо этого, они признали ошибкой растянутое время на ознакомление со всеми элементами геймплея, многим игрокам не понравилось, что практически на протяжении всего прохождения их учат, как нужно играть. Президент Square Enix Ёити Вада, будучи спрошенным сайтом Gamasutra о неоднозначной реакции фанатов, ответил, что компания пытается сейчас определиться с направлением, в котором следует двигаться серии Final Fantasy. «Должна ли она стать чем-то принципиально новым или не должна? У покупателей разные мнения на этот счёт. Очень трудно выбрать один-единственный правильный путь».

## Продолжение
Продолжение игры, Final Fantasy XIII-2, вышло в Японии 15 декабря 2011 года, в Северной Америке — 30 января 2012, а в Европе — 3 февраля 2012 для PlayStation 3 и Xbox 360.